# Crocothemis erythraea
Crocothemis erythraea, comúnmente conocida como libélula escarlata  es una especie de odonado anisóptero de la familia Libellulidae, único representante del género Crocothemis en Europa.

## Distribución y hábitat
Se encuentra en la mitad sur de  Europa, África y oeste de Asia. A partir de los años 90 del siglo XX ha experimentado una fuerte expansión hacia el norte, lo que podría asociarse con el cambio climático. Habitan en un amplio rango de aguas, tanto corrientes como estancadas, aunque prefiere estas últimas.

## Descripción
El macho llama la atención por su color rojo intenso (más intenso que el del género Sympetrum y que, además, lo presenta por todo el cuerpo, incluyendo patas y venación alar), la hembra, en cambio, es amarillenta. Tiene una vistosa mancha en la base de las alas traseras, roja o amarilla dependiendo del sexo. Su abdomen aplanado y un rango azul detrás de los ojos hace la especie inconfundible. De 4-4,5 cm de longitud y 6,5-7 cm de envergadura alar. Pterostigma amarillento o marrón.

## Comportamiento
En las regiones más cálidas presenta dos generaciones al año. La hembra puede recoger esperma de varios machos. Las hembras ponen los huevos sin los machos, al vuelo va depositándolos en el agua.

## Galería de imágenes

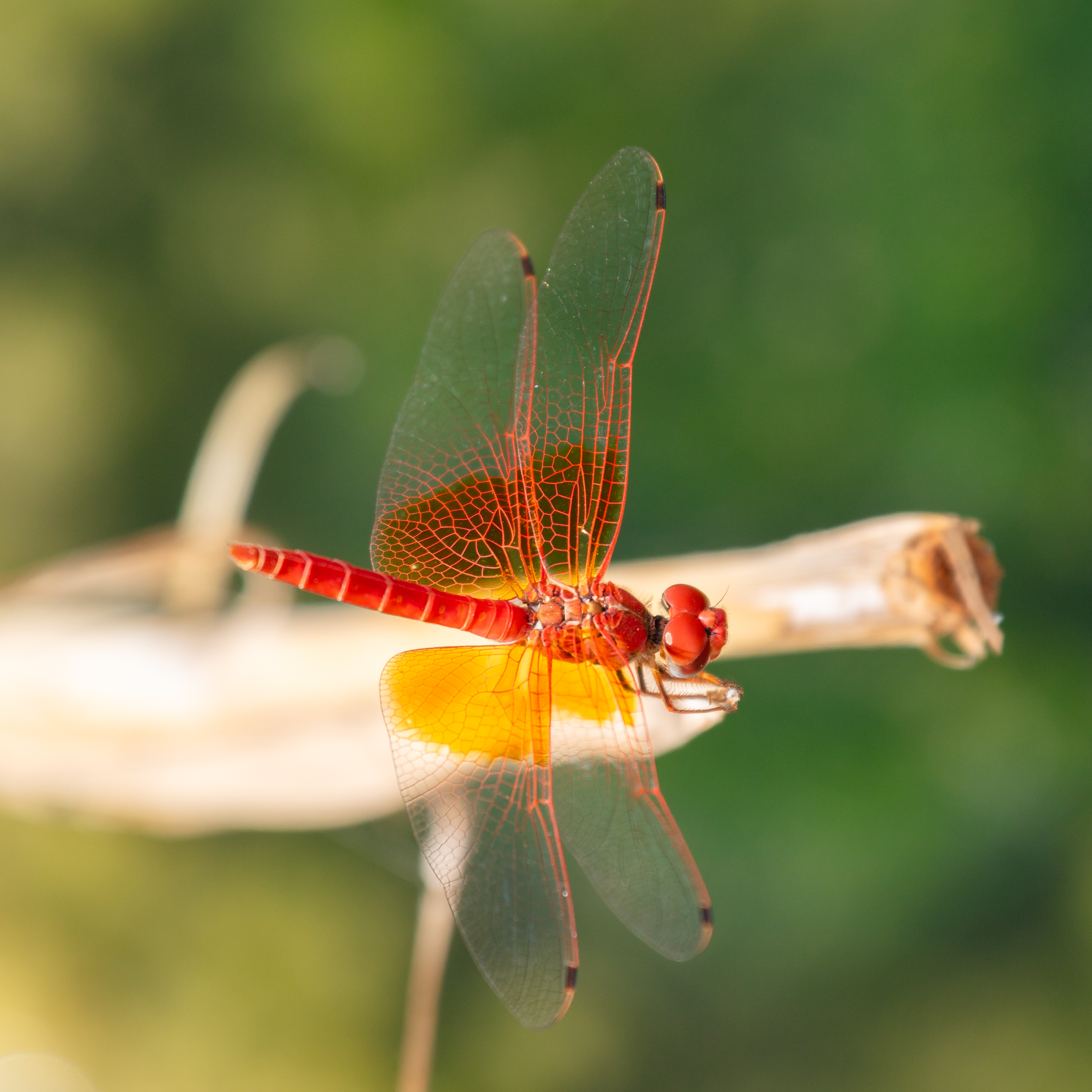
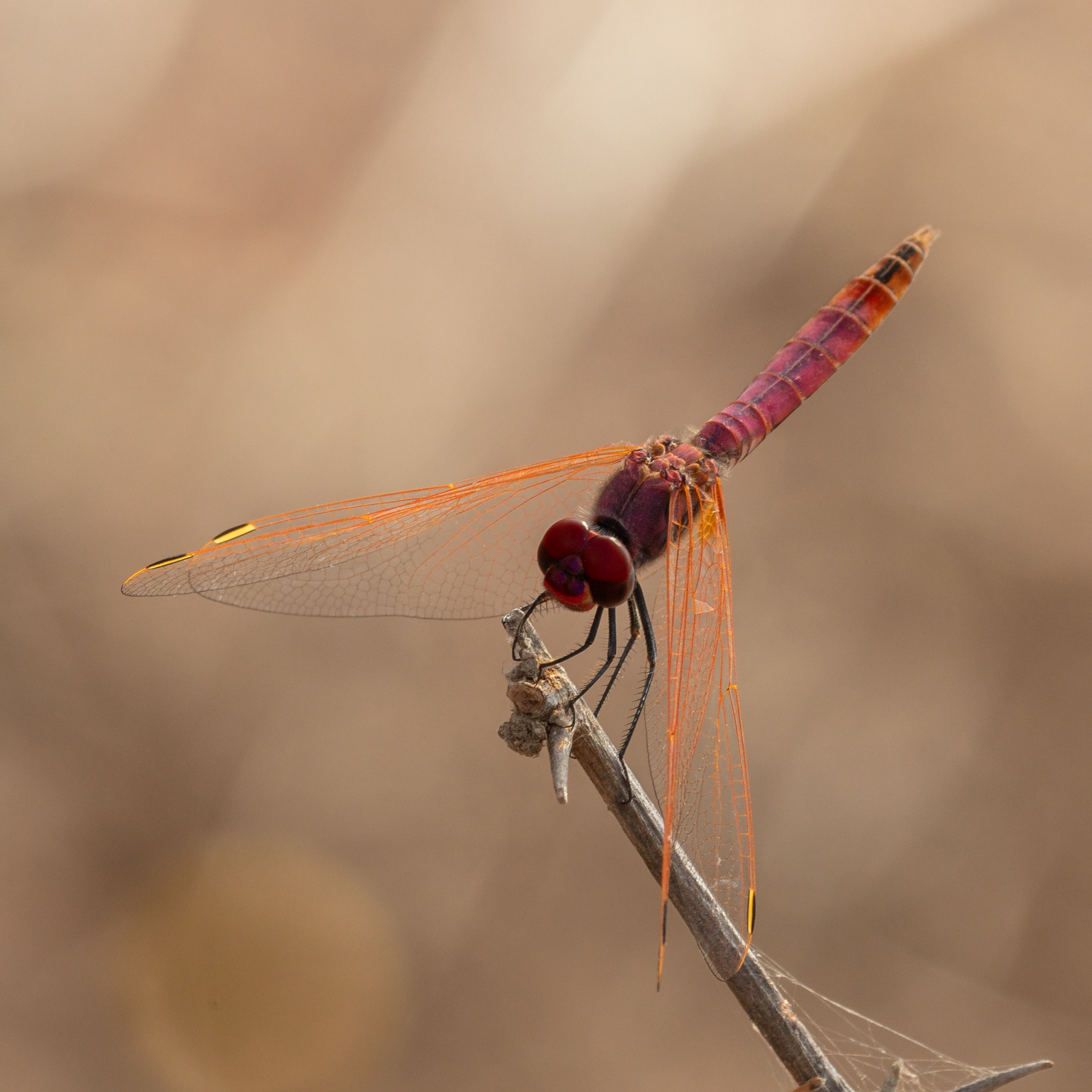
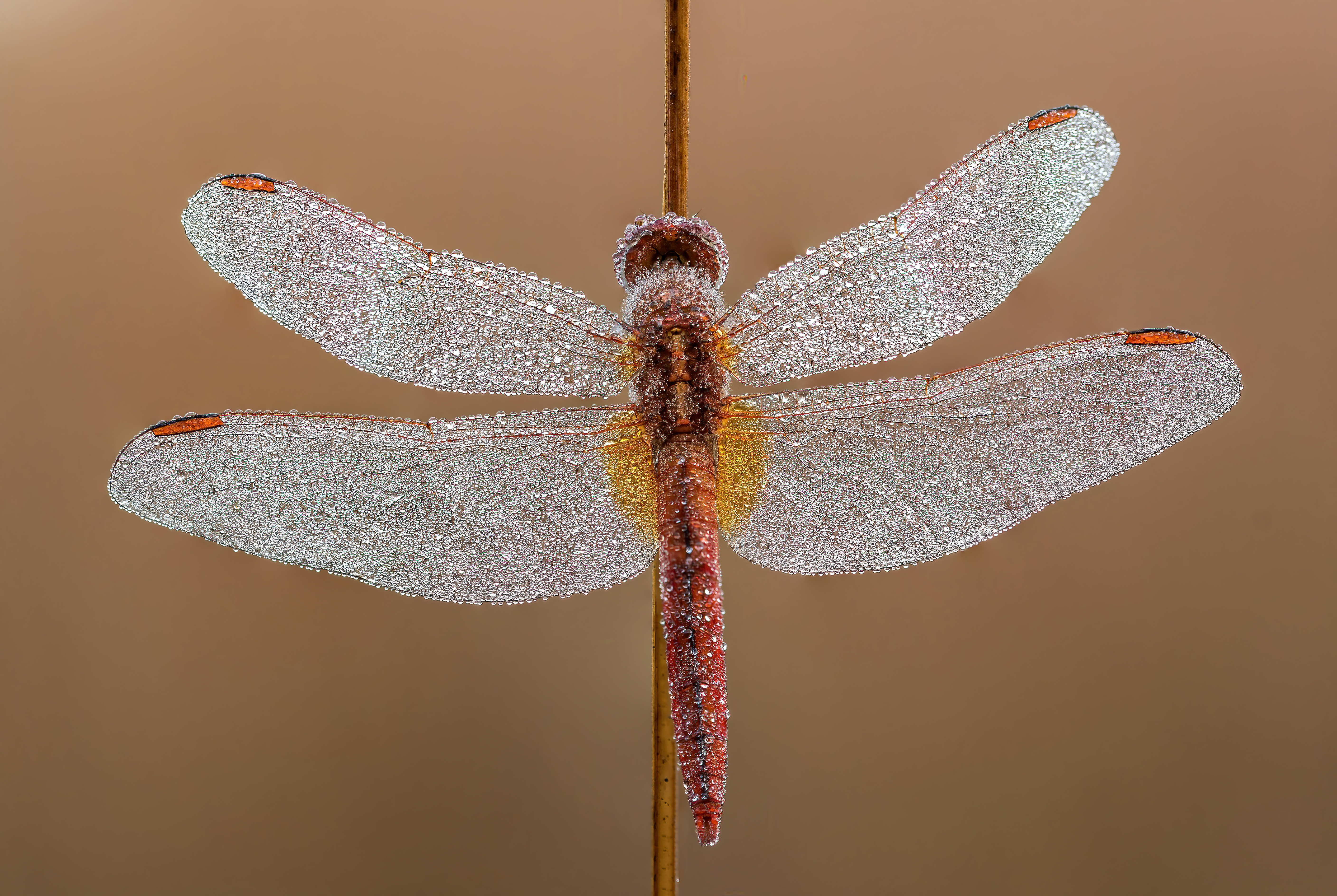
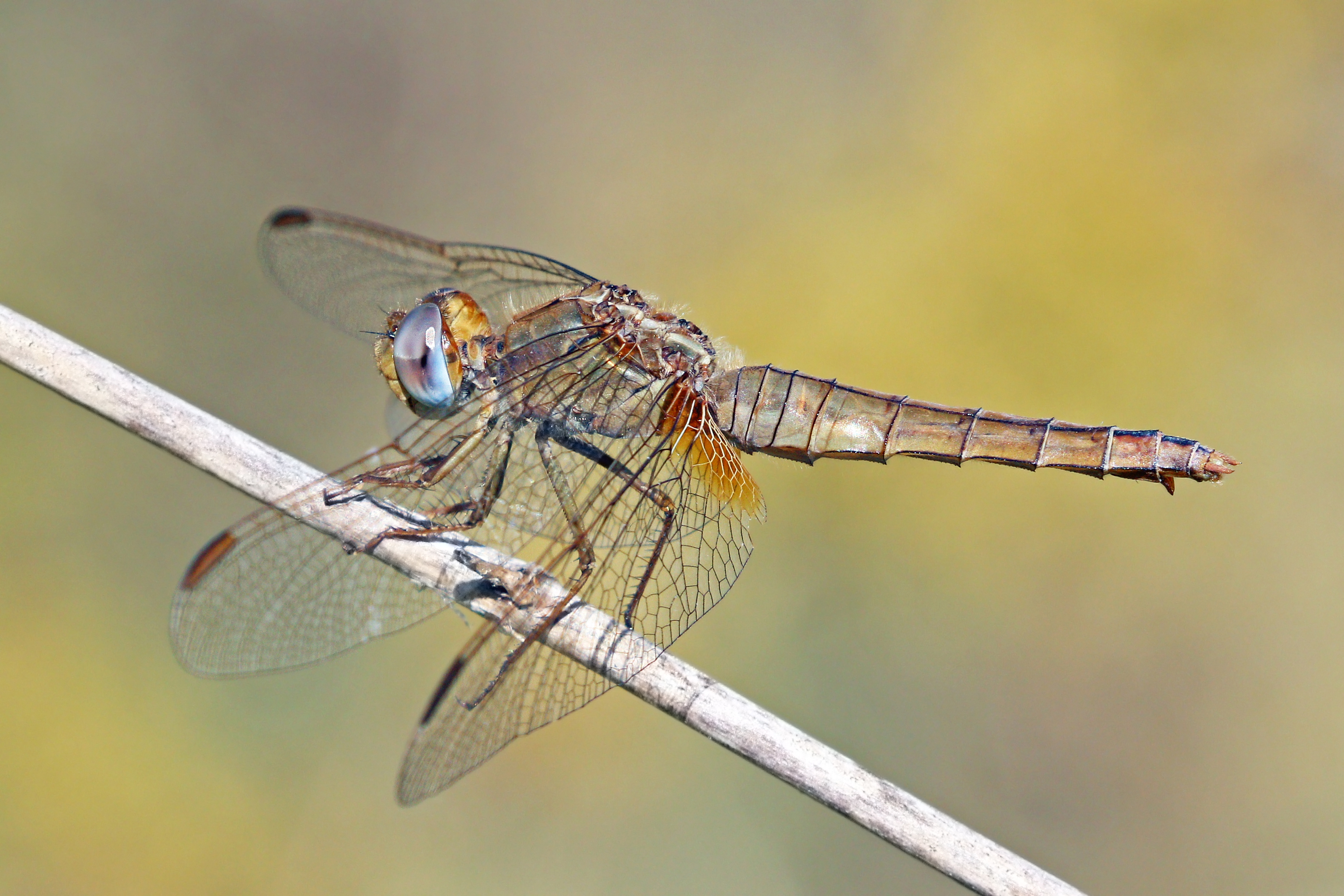